# オプティキャスト
株式会社オプティキャスト（Opticast Inc.）は、「スカパー!プレミアムサービス光」などのサービスを展開していた、スカパーJSATグループの有線一般放送事業者。現在はスカパーJSAT株式会社へ合併し、同社オプティキャスト事業部が同事業を行っている。

## 沿革
- 2003年6月2日 株式会社スカイパーフェクト・コミュニケーションズ（現・スカパーJSAT株式会社）の出資により設立
- 2004年 有線役務利用放送（現・有線一般放送）「オプティキャストサービス（現・スカパー!プレミアムサービス光）」開始
- 2005年
  - 福島県郡山市の第三セクターでケーブルテレビの企画会社、株式会社インフォメーションネットワーク郡山の第三者増資を引き受け、連結子会社とする
  - 12月19日 オプティキャスト、営業部門を分離子会社化。NTT東日本・西日本の出資を得て、株式会社オプティキャスト・マーケティングとする
- 2008年11月30日 インフォメーションネットワーク郡山解散
- 2009年4月 オプティキャスト・マーケティング、販売事業をスカパーJSATへ譲渡のうえ、オプティキャストへ合併
- 2014年4月1日 スカパーJSATと合併、同社を存続会社とする。

## 主要サービス
- スカパー!プレミアムサービス光
- 光パーフェクTV!
- フレッツ・テレビ